# Estónia 200
O Estónia 200 (em estónio: Eesti 200, ER) é um partido político da Estónia.

## Ideologia
No manifesto do movimento, os autores fazem a proposta de formar um movimento político ao qual possam se juntar pessoas que desejam contribuir para o desenvolvimento da Estónia. O objetivo do Estónia 200 é fornecer competição conceptual aos atuais partidos políticos da Estónia e ideias ousadas para construir um país melhor. Os iniciadores do movimento querem ir além de um ciclo eleitoral porque, para eles, é a única forma de construir uma Estónia com 200 anos.
Os pilares do partido são as liberdades individuais, a transparência, a responsabilidade de todos, a inovação, a ambição e a mentalidade estoniana. 

## Resultados eleitorais

### Eleições parlamentares
| Data | Líder           | CI. | Votos  | %             | +/- | Deputados | +/- | Status            |
| ---- | --------------- | --- | ------ | ------------- | --- | --------- | --- | ----------------- |
| 2019 | Kristina Kallas | 6.º | 24 447 | 4,36 / 100,00 |     | 0 / 101   |     | Extra-parlamentar |

### Eleições europeias
| Data | Cabeça de lista | CI. | Votos  | %             | +/- | Deputados | +/- |
| ---- | --------------- | --- | ------ | ------------- | --- | --------- | --- |
| 2019 | Triin Saag      | 7.º | 10 700 | 3,22 / 100,00 |     | 0 / 6     |     |